# Сіроспинка
Сіроспинка (Alosa pseudoharengus) — північноамериканська риба родини оселедцевих. 

## Опис
Передня частина тіла глибша і ширша, ніж у інших риб, знайдених в тому ж районі, що і надало їй англійську назву англ. alewife — від порівняння її з вагітною жінкою.
Вид включає як анадромні (прохідні), так і цілком прісноводні форми.

## Поширення
Атлантичне узбережжя Північної Америки від Лабрадору до Південної Кароліни; також у Великих озерах (можливо, походить з озера Онтаріо, колонізував інші озера через канал Велланд). У деяких районах вселяється у внутрішні водойми.

## Охорона
На більшій частині ареалу стан природних популяцій виду залишається більш-менш стабільним. Саме тому він, згідно Червоного списку МСОП, отримав охоронну категорію «відносно благополучний вид». 

## Практичне значення
Ця риба в минулому використовувалася як приманка для полювання на омарів, зараз вона використовується для споживання в їжу людиною, зазвичай копченою. Її виловлюють протягом міграції по річкам, використовуючи великі тенета, що відловлюють риб на мілин